# QLogic
QLogic Corporation — американський виробник обладнання для комп'ютерних мереж і сховищ даних. Проектує і випускає HBA і HCA-контролери, конвергентні мережеві адаптери, комутатори і маршрутизатори для мереж зберігання даних.

## Історія
QLogic була утворена в 1994 році шляхом відділення від компанії Emulex, з якою в даний час конкурує на ринку HBA-контролерів для волоконно-оптичних мереж. За час свого існування QLogic купила такі компанії як Ancor, Little Mountain Group, PathScale, SilverStorm і NetXen. Спочатку основним напрямком діяльності компанії було виробництво контролерів для жорстких дисків, але в 2005 році цей підрозділ було продано компанії Marvell. З 1996 року компанією керує виконавчий директор Г. Дісей (англ. H. K. Desai).